# Timely Comics
Timely Comics é o nome comum para o grupo de corporações que foi o primeiro braço de quadrinhos do editor americano Martin Goodman, e a entidade que evoluiria na década de 1960 para se tornar a Marvel Comics. Fundada em 1939, durante a era chamada de Era de ouro das histórias em quadrinhos americanas, "Timely" era o nome genérico para a divisão de revistas em quadrinhos da editora de revistas pulp de Goodman, cuja estratégia de negócios envolvia ter uma infinidade de entidades corporativas, todas produzindo o mesmo produto. A primeira publicação da empresa em 1939 usou a Timely Publications, baseada em sua empresa existente no Edifício McGraw-Hill, na 330 West 42nd Street, na cidade de Nova York. Em 1942, mudou-se para o 14º andar do Empire State Building, onde permaneceu até 1951. Em 2016, a Marvel anunciou que Timely Comics seria o nome de um novo selo de reimpressões de histórias em quadrinhos de preços baixos.

## Criação

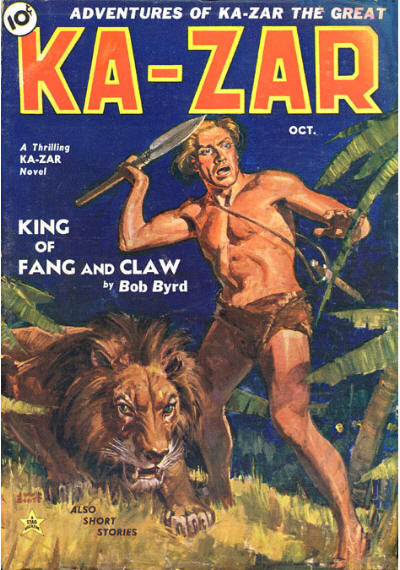
Capa de Ka-Zar Magazine nº 1, outubro de 1936

Em 1939, com o mercado das revistas em quadrinhos se mostrando extremamente popular, e os primeiros super-heróis marcando a tendência, o editor de revistas pulp Martin Goodman fundou a Timely Publications, baseando-a em sua empresa existente no Edifício McGraw-Hill na 330 West 42nd Street em Cidade de Nova York. Goodman - cujos títulos oficiais eram editor, editor-chefe e gerente de negócios, com Abraham Goodman oficialmente listado como publisher - contratou o recém-formado "empacotador" de quadrinhos Funnies, Inc. para fornecer material.
Seu primeiro esforço, Marvel Comics #1 (outubro de 1939), contou com as primeiras aparições do super-herói androide do roteirista e ilustrador Carl Burgos, o Tocha Humana, e do Anjo,  detetive fantasiado de Paul Gustavson. Além disso, continha a primeira aparição publicada do anti-herói de Bill Everett, Namor, o Príncipe Submarino, criado para a revista em quadrinhos inédita Motion Picture Funnies Weekly no início daquele ano, com a história original de oito páginas agora expandida por quatro páginas.
Também estavam incluídos um herói de faroeste de Al Anders, o Masked Raider; o senhor da selva Ka-Zar, the Great, com Ben Thompson iniciando uma adaptação de cinco edições da história "King of Fang and Claw" de Bob Byrd na revista pulp de Goodman Ka-Zar #1 (outubro de 1936); a história de personagem não continuada "Jungle Terror", com o aventureiro Ken Masters, desenhada e possivelmente escrita por Art Pinajian sob o pseudônimo peculiar "Tohm Dixon" ou "Tomm Dixon" (com a assinatura publicada borrada); "Now I'll Tell One", cinco desenhos de piadas em preto e branco de painel único de Fred Schwab, na capa interna; e uma história em prosa de duas páginas de Ray Gill, "Burning Rubber", sobre automobilismo. Uma capa pintada pelo veterano artista de revistas pulp de ficção científica Frank R. Paul apresentava o Tocha Humana, parecendo muito diferente da história no interior da revista.
Essa revista em quadrinhos inicial, datada de outubro de 1939, rapidamente esgotou 80.000 cópias, levando Goodman a produzir uma segunda impressão, datada de novembro de 1939. A última é idêntica, exceto por uma barra preta sobre a data de outubro na capa interna. indicia, e a data de novembro adicionada no final que vendeu cerca de 800.000 cópias. Com um sucesso em suas mãos, Goodman começou a montar uma equipe interna, contratando o roteirista e desehista da Funnies, Inc. Joe Simon como editor. Simon trouxe seu colaborador, o desenhista Jack Kirby, seguido pelo desenhista Syd Shores. Goodman então formou a Timely Comics, Inc., começando com os quadrinhos datados de abril de 1941 ou primavera (Hemisfério Norte) de 1941.
Há evidências de que "Red Circle Comics" - um nome que seria usado para uma marca não relacionada da Archie Comics nas décadas de 1970 e 1980 - pode ter sido um termo em uso quando Goodman se preparava para publicar sua primeira revista em quadrinhos. O historiador Les Daniels, referindo-se à linha de revistas pulp de Goodman, descreve o nome Red Circle como "uma tentativa desanimada de estabelecer uma identidade para o que geralmente era descrito vagamente como 'o grupo Goodman' [feito] quando um novo logotipo foi adotado: um disco cercado por um anel preto com a frase 'A Red Circle Magazine'. Mas aparecia apenas intermitentemente, quando alguém se lembrava de colocá-lo na capa [de uma revista pulp]. O historiador Jess Nevins, por outro lado, escreve que "Timely Publications [foi como] o grupo [de empresas] de Goodman se tornou conhecido; antes disso, era conhecido como 'Red Circle' por causa do logotipo que Goodman havia colocado em suas revistas pulp. ..." O banco de dados Grand Comics identifica 23 edições de quadrinhos Goodman de 1944 a 1959 com a marca Red Circle, Inc, e uma única edição de 1948 sob a Red Circle Magazines Corp.

## Principais Criadores e Personagens da Timely Comics
| Personagem                                                     | Estreia                                   | Autores                                                                                     |
| -------------------------------------------------------------- | ----------------------------------------- | ------------------------------------------------------------------------------------------- |
| Angel                                                          | Marvel Mystery Comics #1 (Nov. 1939)      | Paul Gustavson (escritor-desenhista)                                                        |
| Black Marvel                                                   | Mystic Comics #5 (Março de 1941)          | Stan Lee (escritor), Al Gabriele (desenhista)[carece de fontes?]                            |
| Viúva Negra                                                    | Mystic Comics #4 (Ago. 1940)              | George Kapitan (escritor), Harry Sahle (desenhista)                                         |
| Blazing Skull                                                  | Mystic Comics #5 (Março de 1941)          |                                                                                             |
| Blonde Phantom                                                 | All Select Comics #11 (1946)              | Stan Lee (escritor), Syd Shores (desenhista), Charles Nicholas (arte-finalista)             |
| Blue Blaze                                                     | Mystic Comics #1 (Março de 1940)          | Harry Douglas (escritor e desenhista)[carece de fontes?]                                    |
| Blue Diamond                                                   | Daring Mystery Comics #7 (Abril de 1941)  | Ben Thompson (desenhista)                                                                   |
| Capitão América & Bucky (Marvel Comics)                        | Captain America Comics #1 (Março de 1941) | Joe Simon (escritor), Jack Kirby (desenhista), Joe Simon and Al Liederman (arte-finalistas) |
| Capitão Terror                                                 | USA Comics #2 (Nov. 1941)                 |                                                                                             |
| Challenger                                                     | Daring Mystery Comics #7 (Abril de 1941)  |                                                                                             |
| Cidadão V                                                      | Daring Mystery Comics #8 (Jan. 1942)      | Ben Thompson (desenhista)                                                                   |
| Comet Pierce                                                   | Red Raven Comics #1 (Ago. 1940)           | Jack Kirby (desenhista)                                                                     |
| Destroyer                                                      | Mystic Comics #6 (Out. 1941)              | Stan Lee (escritor), Jack Binder (desenhista)                                               |
| Fiery Mask                                                     | Daring Mystery Comics #1 (Jan. 1940)      | Joe Simon (escritor e desenhista)                                                           |
| Fin                                                            | Daring Mystery Comics #7 (Abril de 1941)  | Bill Everett (escritor e desenhista)                                                        |
| Flexo, the Rubber Man (o robô Rubber, não exatamente um herói) | Mystic Comics #1 (Abril de 1940)          | Jack Binder (desenhista)                                                                    |
| Tocha Humana Original                                          | Marvel Comics #1 (Nov. 1939)              | Carl Burgos (escritor e desenhista)                                                         |
| Hurricane                                                      | Captain America Comics #1 (Março de 1941) | Jack Kirby (desenhista), Joe Simon (arte-finalista)                                         |
| Jack Frost                                                     | USA Comics #1 (Ago. 1941)                 | Stan Lee (escritor), Charles Nicholas (desenhista)[carece de fontes?]                       |
| Major Liberty                                                  | USA Comics #1 (Ago. 1941)                 |                                                                                             |
| Marvel Boy (I)                                                 | Daring Mystery Comics #6 (Set. 1940)      | Jack Kirby (desenhista), Joe Simon e Al Avison (arte-finalistas)                            |
| Marvel Boy (II)                                                | USA Comics #7 (Fev. 1943)                 | Bob Oksner (escritor e desenhista)                                                          |
| Marvex, o Super-Robô                                           | Daring Mystery Comics #3 (Abril de 1940)  |                                                                                             |
| Mercury                                                        | Red Raven Comics #1 (Ago. 1940)           |                                                                                             |
| Miss America                                                   | Marvel Mystery Comics #49 (Nov. 1943)     | Otto Binder (escritor), Al Gabriele (desenhista)                                            |
| Namora                                                         | Marvel Mystery Comics #82 (Maio de 1947)  |                                                                                             |
| Patriota                                                       | Marvel Mystery Comics #21 (Jul. 1941)     |                                                                                             |
| Red Raven                                                      | Red Raven Comics #1 (Ago. 1940)           | Joe Simon (escritor), Louis Cazeneuve (desenhista)                                          |
| Namor                                                          | Marvel Comics #1 (Nov. 1939)              | Bill Everett (escritor e desenhista)                                                        |
| Sun Girl                                                       | Sun Girl #1 (Ago. 1948)                   |                                                                                             |
| Thin Man                                                       | Mystic Comics #4 (Jul. 1940)              | Klaus Nordling (desenhista)                                                                 |
| Thunderer                                                      | Daring Mystery Comics #7 (Abr. 1941)      |                                                                                             |
| Visão                                                          | Marvel Mystery Comics #13 (Nov. 1940)     | Jack Kirby & Joe Simon (escritores); Jack Kirby (desenhista)[carece de fontes?]             |
| Whizzer                                                        | USA Comics #1 (Ago. 1941)                 | Stan Lee? (escritor) Al Avison (desenhista), Al Gabriele (arte-finalista)                   |
| The Witness                                                    | Mystic Comics #6 (Dez. 1941)              | Stan Lee (escritor)                                                                         |
| Young Allies                                                   | Young Allies Comics #1 (Jul. 1941)        | Jack Kirby (desenhista), Syd Shores (arte-finalista)                                        |